# Gerador unipolar

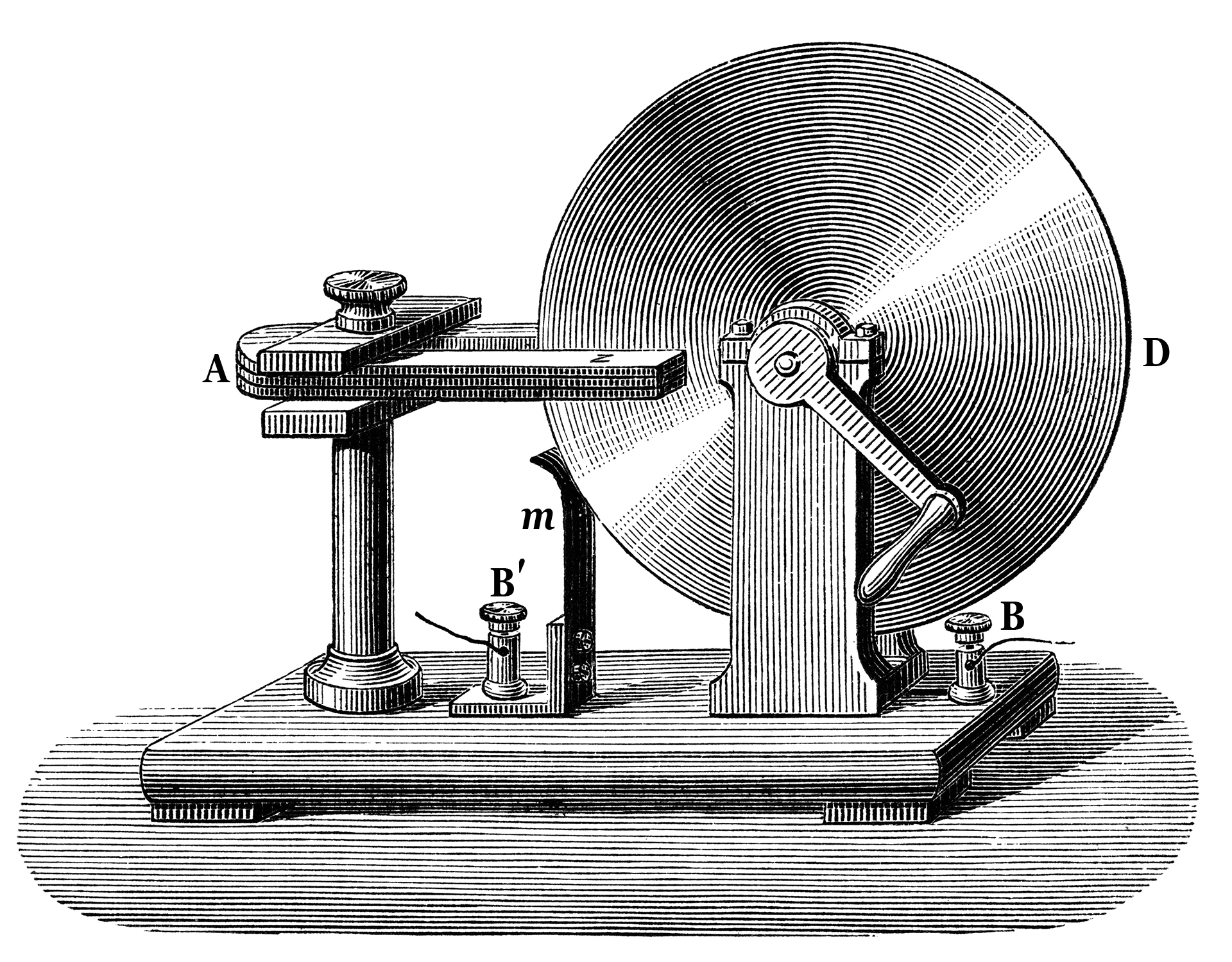
Disco de Faraday, o primeiro gerador unipolar.

Um gerador unipolar ou homopolar, também chamado de disco de Faraday, é um gerador elétrico de corrente contínua. Em um gerador unipolar, um disco magnético, condutor de eletricidade, em rotação, possui um campo magnético diferente passando pelo gerador, criando uma diferença de potencial entre dois pontos de contato, um no centro do disco e outro fora do disco.